# En Espíritu y En Verdad
En Espíritu y En Verdad (estilizado en espíritu & en verdad en las portadas de sus discos desde 2010) es el equipo de alabanza principal de la «Iglesia Vida Abundante» en Hidalgo del Parral, Chihuahua, México. Son conocidos a lo largo y ancho de la República Mexicana por haber popularizado temas como «Te doy Gloria» y «En tu luz», que con el paso de los años se han convertido en himnos icónicos de Iglesias Pentecostales en todo Latinoamérica. También son conocidos por hacer las versiones en español de temas que han sido igualmente populares en otros países, como «Sing, Sing, Sing», del cantante estadounidense Chris Tomlin y «Rain Down», del grupo Delirius?. También hacen versiones al español de otros grupos como Hillsong United, Jesus Culture, Michael W. Smith, New Life Worship, Matt Redman, y muchos más.

## Historia
En Espíritu y en Verdad nació con un informal encuentro que tuvo lugar durante dos días en septiembre de 2001, en la ciudad de Hidalgo del Parral, Chihuahua,  México donde un puñado de jóvenes de diferentes partes de México se reunieron con el deseo de conocer más a Jesús. Los adolescentes insistieron a los pastores de su Iglesia, Enrique y Tita Bremer, que los reunieran para aprender acerca de adoración. Después de varios meses de preparación en los que estudiaron La Biblia, escucharon música, vieron videos, y compartieron diversas experiencias, brotó en ellos el deseo de adorar a Dios en una forma nueva. Al cabo de unos cuantos meses, comenzaron a darse diferentes circunstancias que los llevaron a formar el Equipo de Alabanza En Espíritu y en Verdad, que tuvo un primer encuentro en 2002.
Luego de que la forma de adorar de la Iglesia Vida Abundante de Parral comenzara a llamar la atención en todo el país, durante un primer evento abierto llamado "En espíritu y en verdad", se grabó un álbum en vivo del mismo nombre, que sería adoptado posteriormente el equipo de músicos y predicadores que comenzaron a salir por la república y otros países dando a conocer el nuevo movimiento por todo México.
A lo largo de los años, han publicado seis álbumes en vivo: «En Espíritu y en Verdad, [La Hora Viene, y Ahora es]» (2003), «Ha vencido, ha triunfado» (2005), «Luz y salvación» (2006) (del que se desprenden temas como «En tu luz», y «Te doy Gloria»"), «Glorioso Rey» (2007), grabado en el Palacio de los Deportes de la Ciudad de México, «Amor asombroso» (2009), «Tu Reino Aquí» (2010) e «Incontenible es tu amor» (2012). Además cuentan con una filmografía de cuatro DVD: «En Espíritu y en Verdad» (2003), «Luz y Salvación» (2006), «Encuentro:Glorioso Rey» (2007) y «Encuentro 2010: Una generación cara a cara con Dios», lanzado en 2011.
En el año 2012, la agrupación lanzó su tercer álbum de estudio, titulado «Incontenible es Tu Amor», que consta de once temas pop-rock y una canción Country & Western tradicional, titulada «Perla de Gran Precio».
En septiembre de 2013, la banda lanzó su noveno álbum titulado «Piedras Vivas», en la que destaca la canción «Habitación», y «Gracia Sublime Es», canción original en inglés de Phil Wickham conocida cómo «This is Amazing Grace»
Durante el 2015 lanzaron 2 singles en género acústico -denominado Worship Sessions- de canciones que usarían en su siguiente álbum. Estas son «No Puedo Callar» y «Fue tu Cruz». Fueron lanzados también en video. Curiosamente la canción «Ven con tu Fuego» aparece en un corto publicado en las redes sociales del grupo donde se ve claramente que interpretan esta canción, sin embargo nunca fue publicada la versión completa de la misma.
Su más reciente producción «No Puedo Callar», lanzada en marzo de 2016 incluye adaptaciones al español cómo «Por Siempre» -en inglés «Forever» de Kari Jobe-, «Rojo Fue tu Amor» -«At the Cross (Love Ran Red) de Chris Tomlin»-, «Emmanuel» -canción homónima de Martin Smith-, y «Vivo Estoy» -«Raised to Life» de Elevation Worship-.

## Miembros

### Miembros actuales
- Pastor Enrique Bremer: Director
- Pastora Tita Bremer: Directora
- Enrique Bremer Jr.: Voz
- Anabel Zubillaga: Voz
- Herbert Torruella: bajo
- Rebeca Bremer: Voz
- Marcos Bremer: Batería
- Obed Martínez: Bajista
- Filipe Michael: Guitarra
- Isaac Gutiérrez: Guitarra

### Invitados especiales
- Jazmín Jacobs
- Kelly Spyker
- Klaus Kuehn
- Lindell Cooley
- Miguel Noyola (Guitarrista)
- Josías Escobedo: Vocalista y autor
- Juan Rubalcaba: Baterista
- José Alberto Silva Ochoa
- Danilo Ruiz Voz, Guitarra

## Discografía

### Álbumes de estudio
- 2012: Incontenible Es Tu Amor

### Álbumes en vivo
- 2003:  La Hora Viene, Y Ahora Es
- 2004: Encuentro
- 2005: Ha Vencido, ha triunfado
- 2006: Luz y salvación"
- 2007: Glorioso Rey
- 2009: Amor Asombroso
- 2010: Tu Reino Aquí
- 2013: Piedras Vivas
- 2016: No Puedo Callar
- 2018: Cantamos Aleluya
- 2019: Te Seguiremos